# Wint
Wint – dawna odmiana brydża popularna w imperium rosyjskim do rewolucji bolszewickiej. Wywodziła się z wista i w porównaniu do innych jego odmian była bardzo zaawansowana i innowacyjna. Nazwa w języku rosyjskim oznacza śrubę i pochodziła stąd, że okrążenia licytacji przywodziły na myśl obroty śruby: 

W ten sposób pertraktacje, podobnie jak obroty winta, trwają dopóty, dopóki nie ustanowi się gra jednego z grających, przez nikogo już nie przerywana t.j. znaczy, że wint wszedł w ostatnią kolejkę i więcej się obrócić nie może.

Wint był bardzo podobny do współczesnego brydża. Licytacja nie odbiegała znacząco od współczesnej. Starszeństwo kolorów było następujące (od najmłodszego): ♠️️, ♣️️, ♦️, ♥️️, bez atu.  W wincie istniały partie i robry. Podobnie jak we współczesnym brydżu punkty za premie pisało się nad kreską i nie wliczało do partii. W przeciwieństwie do współczesnej formy brydża dziadek się nie wykładał i grał samodzielnie swoimi kartami. Kontr i rekontr nie było. 
Zapis w wincie był dosyć skomplikowany. Jego cechą charakterystyczną było to, że nie istniała stała wartość lewy. Wartość lewy mocno wzrastała wraz z wysokością kontraktu. Z tego powodu opłacało się licytować tak wysoko, jak to tylko było możliwe z daną kartą. Nadróbek w wincie nie było. Rozgrywający i broniący otrzymywali pkt. za wszystkie wzięte lewy. Rozgrywający otrzymywali pkt. nawet jeżeli nie zrealizowali kontraktu, jednak wówczas obrońcy otrzymywali bardzo wysoką premię za lewy wpadkowe, której wartość wzrastała wraz z wysokością kontraktu. 
Wint prawdopodobnie zainspirował nazwę gry gwint z książek Andrzeja Sapkowskiego o Wiedźminie, która, jak wynika z opisu, jest też odmianą brydża.

## Zasady

### Zapis za wzięte lewy
Obie pary otrzymywały punkty pod kreską za wzięte lewy według wzoru: 
zapis = liczba wziętych lew × wartość lewy.
Podstawowa wartość lewy wynosiła w zależności od koloru: 
♠️️ - 4
♣️️ - 6
♦️ - 8
♥️️ 10 
BA - 12
i wzrastała wraz z każdą kolejną wylicytowaną lewą o 10. 
Przykładowo, jeżeli rozgrywający wylicytowali 2♣️️ i wzięli 10 lew, to wartość lewy wynosiła 16 i rozgrywający otrzymywali 160 pkt. Ich przeciwnicy otrzymali 3×16=48 pkt. Jeżeli natomiast rozgrywający wylicytowali 4♣️️ i wzięli 10 lew to wartość lewy wynosiła 36 i otrzymywali 360 pkt, natomiast ich przeciwnicy 3×36=108.
Jeżeli rozgrywający wylicytowali 4♣️️ i wzięli tylko 9 lew, to otrzymywali 9×36=324 pod kreską, a ich przeciwnicy 4×36=144 pod kreską i bardzo wysoką premię nad kreską (patrz niżej).

### Lewy wpadkowe
Jeżeli rozgrywający nie zrealizowali kontraktu, to obrońcy otrzymywali premię według wzoru 
premia = wysokość kontraktu × liczba lew wpadkowych × 500.
Przykładowo, jeśli rozgrywający wylicytowali 4♣️️ i wzięli tylko 9 lew, to obrońcy otrzymywali premię 4×1×500=2000 pkt.

### Szlemy i szlemiki
Za wzięcie 12 lew otrzymywało się premię 500 pkt premii (niezależnie od kontraktu). 
Za wzięcie 13 lew otrzymywało się premię 1000 pkt premii (niezależnie od kontraktu).
Ponadto: 
Za wylicytowanie szlemika i wzięcie 12 lub 13 lew otrzymywało się 3000 pkt. premii.
Za wylicytowanie szlema i wzięcie 13 lew otrzymywało się 5000 pkt. premii.
Premie za szlema i szlemika (wylicytowanego lub nie) można podsumować w poniższej tabeli. 
| liczba wziętych lew | wylicytowane 11 lub mniej lew | wylicytowany szlemik | wylicytowany szlem |
| ------------------- | ----------------------------- | -------------------- | ------------------ |
| 12                  | 500                           | 3500                 | 500                |
| 13                  | 1000                          | 4000                 | 6000               |

Ponadto jeżeli rozgrywający nie ugrali wylicytowanego szlema lub szlemika to przeciwnicy otrzymywali bardzo wysoką premię:
- 3000 pkt. za nieugranego szlemika[1].
- 5000 pkt. za nieugranego szlema[1].

### Partie i robry
Do ugrania partii potrzeba było 500 pkt. pod kreską. Za ugranie partii otrzymywało się 500 pkt. premii nad kreską. Grało się do dwóch wygranych partii (robra). Za ugranie robra otrzymywało się 1000 pkt. premii. Jak we współczesnym brydżu robrowym ugranie partii powodowało podkreślenie punktacji i konieczność zbierania punktów do partii od początku. Na koniec gry sumowało się pkt. nad i pod kreską.

## Zapis uproszczony
Wytrawny gracz w wydanej w 1930 roku książce Gry w karty polskie i obce podaje identyczny do opisanego wyżej zapis za ugrane lewy i bardzo podobne premie. Jednak autor wydanej w 1893 książki Gry w karty dawniejsze i nowe kryjący się pod pseudonimem Stary gracz podaje inny zapis. Pisze on w książce, że stary zapis w wincie był bardzo skomplikowany i został uproszczony. Wynika stąd, że oba zapisy winta - tradycyjny i uproszczony - funkcjonowały równolegle do siebie. 
Stary gracz podaje następujący zapis za lewy i lewy wpadkowe
| Wysokość kontraktu | Zapis za każdą lewę | Mnożnik przy premii za honory | Kara za każdą lewę wpadkową |
| 1                  | 1                   | 10                            | 100                         |
| 2                  | 2                   | 20                            | 200                         |
| 3                  | 3                   | 30                            | 300                         |
| 4                  | 4                   | 40                            | 400                         |
| 5                  | 5                   | 50                            | 500                         |
| 6                  | 6                   | 60                            | 600                         |
| 7                  | 7                   | 70                            | 700                         |

Stary gracz pisze, że do partii potrzeba było 50 pkt. Ponadto podaje następujące premie: 
- Za ugranie partii - 100 pkt.
- Za ugranie robra -  200 pkt.
- Ugranie 12 lew (niewylicytowany szlemik) - 100 pkt.
- Ugranie 13 lew (niewylicytowany szlem) - 200 pkt.
- Za wylicytowanie i ugranie szlemika - dodatkowo 250 pkt. (czyli razem 350).
- Za wylicytowanie i ugranie szlema - dodatkowo 500 pkt. (czyli razem 700).
- Za wylicytowanie szlemika i ugranie 13 lew - 450 pkt.
- Kara za nieugranie wylicytowanego szlemika - 250 pkt. (plus dodatkowo kara za lewy wpadkowe).
- Kara za nieugranie wylicytowanego szlema - 500 pkt. (plus dodatkowo kara za lewy wpadkowe).